# Dhol

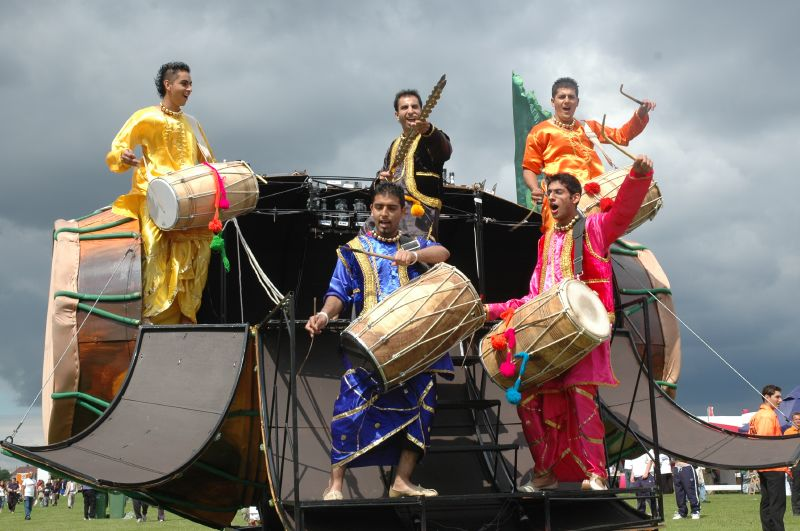
Músicos tocando el dhol.

El dhol es un instrumento de percusión usado en la India (más específicamente en la Danza Chhau de Odisha) y en el Cáucaso. Es un gran tambor, que para tocarlo se golpea por ambos lados con dos palos de madera y caña de bambú. Su diámetro suele ser de aproximadamente 40 cm en general y el músico se lo cuelga con una correa alrededor del cuello.
Existen de varios tamaños dependiendo de la región y de las necesidades del instrumentista, que a veces tiene que ejecutar enérgicos bailes mientras lo toca. Por ejemplo, en la danza Bhangra, los bailarines se sitúan rodeándolo.
- Datos: Q1207707
- Multimedia: Dhol / Q1207707